# 祝均一
祝均一（1951年2月—），上海人，籍贯浙江海宁，中华人民共和国政治人物。

## 生平
祝少年时先后就读于长乐路第三小学和向明中学，1966年初中毕业后插队落户黑龙江省逊克县，1976年回上海。回到上海后，祝进入淮海路街道生产组工作，很快当上了领导，并将生产组改制为“上海卢湾区春雷电讯厂”，1983年，该厂年利润达到140万元人民币，成为轰动上海的奇迹。祝也因此成为劳动模范、新长征突击手。1985年，祝被任命为卢湾区集体事业管理局副局长，进入政界。1989年，祝晋升为上海市集体事业管理局副局长，1996年出任上海市经济委员会副主任，1998年调任上海市劳动和社会保障局局长。2006年8月因涉嫌挪用社会保障基金32亿元人民币而被免去职务。
2007年9月23日，祝均一因受贿罪、挪用公款罪以及滥用职权罪被长春市中级人民法院一审判处有期徒刑18年，随即进入铁北监狱服刑。2010年5月，祝均一获得一年十一个月减刑；2013年2月获得一年九个月减刑，2015年9月获得6个月减刑，2017年10月再次被减刑七个月，刑期至2019年11月25日止。